# ジャック・ワグナー
ジャック・ワグナー（Jack Wagner, 1959年10月3日 - ）は、アメリカ合衆国ミズーリ州出身の俳優である。

## 来歴
1959年、ミズーリ州ワシントン郡に生まれる。学生時代はゴルフに熱中し、プロゴルファーになるか俳優になるか悩んだ末、俳優の道を目指す。ちなみにゴルフの腕前はシングルプレイヤーで、アメリカ国内のゴルフ好き有名人が腕を競うセレブリティ・クラシックでも2度の優勝経験がある。
1984年より、アメリカの人気メロドラマ、『ジェネラル・ホスピタル』にフリスコ・ジョーンズ役として出演。一躍人気者となる。
また、歌手としても同年秋にリリースしたシングル「All I Need」がビルボードのHOT100で最高2位まで上がる大ヒットを記録。ちなみにこの時の1位はマドンナの「ライク・ア・ヴァージン」。
その後も俳優として『メルロース・プレイス』など多数の人気ドラマに出演。同作品で共演した女優のヘザー・ロックリアと婚約するも後に解消。同じく共演者のシャドー・スティーブンスがホストを務めていたラジオ番組「American Top 40」では、彼が休暇の時に代役でホストを務めたこともある。
私生活では女優のクリスティーナ・ワグナーと結婚するも後に離婚。クリスティーナとの間に2人の息子、クリスティーナとの結婚前に交際していた女性との間に娘が1人いる。

## 出演作品

### 映画
- ホワイト・インフェルノ
- エアポート2001
- デンジャラス・ライズ/偽りの記憶
- ダーティ・シークレット
- スペース・トラップ
- 殺しのチェイス

### テレビシリーズ
- 名探偵モンク7
- タイタンズ 欲望のラプソディ
- メルローズ・プレイス シーズン7（ピーター・バーンズ）
- メルローズ・プレイス シーズン6（ピーター・バーンズ）
- メルローズ・プレイス シーズン5（ピーター・バーンズ）
- メルローズ・プレイス シーズン4（ピーター・バーンズ）
- メルローズ・プレイス シーズン3（ピーター・バーンズ）
- セクシィ・スーツ